# Tenili
Tenili (gruz. ტენილი ყველი) je vrlo masni, vlaknasti sir koji se pravi od ovčjeg ili kravljeg mlijeka s visokim udjelom mliječnih masti. Proizvodi se u gruzijskim regijama Samche-Džavahetija i Kvemo Kartli .Nalazi se na UNESCO-ov popis svjetske baštine.

## Način pripreme
Nakon što skuha skuta, dok ne postane mekana, savitljivu masu sira, proizvođač sira ručno razvlači u gomilu finih niti sličnih pređi. Zatim se ta sirasta pređa natopi u hladnoj, slanoj vodi i suši na stupu nekoliko sati do nekoliko dana. Proizvođač zatim umoči niti u vrhnje i utisne ih u glinene posude, pokrivajući sve krpom. Nakon nekoliko dana, okrenut će lonac tako da preostala voda procuri. Čuva se u hladnjaku ili na hladnom mjestu. U tim glinenim posudama tenili mogu odležati i do godinu dana. Konzumira se u vrlo posebnim prigodama. Upotreba sira tijekom obroka smatrala se znakom blagostanja, pokazujući materijalnu dobrobit obitelji. Ima ugodan, blag miris i gotovo začinjen, kiseli okus.